# Muchajjam Kaddura
Muchajjam Kaddura (arab. ‏مخيم قدورة‎, Muḫayyam Qaddūra) – obóz dla uchodźców w Palestynie, w muhafazie Ramallah i Al-Bira. Według danych szacunkowych Palestyńskiego Centralnego Biura Statystycznego w 2016 roku obóz liczył 1546 mieszkańców.